# Франкель, Бетенни
Бе́тенни Ро́бин Фра́нкель (англ. Bethenny Robyn Frankel; 4 ноября 1970, Нью-Йорк, США) — американская бизнесвумен, шеф-повар, писательница и телевизионная персона.

## Биография и начало карьеры
Франкель — единственный ребёнок тренера по езде на лошадях Роберта Джея Франкеля (1941—2009). Её отец был евреем, а мать приняла иудаизм перед тем, как выйти замуж за её отца. Родители Франкель расстались, когда ей было четыре года и год спустя её мать повторно вышла замуж. Франкель описывает своё детство, как трудное и говорит, что её мать «всегда пила» и яростно спорила с её отчимом.
В 1988 году Франкель окончила Pine Crest School в Форт-Лодердейле, Флорида, где она жила в университетском городке. Она также обучалась в National Gourmet Institute for Healthy and Culinary Arts, Нью-Йоркском университете и Бостонском университете.
Франкель начала свою карьеру на ТВ и в кино в 1993 году, появившись в короткометражном фильме «Soiree Sans Hors D’oeuvres». В 2005 году Франкель появилась в «The Apprentice: Martha Stewart» и стала одним из двух финалистов.

## Личная жизнь

### Отношения и материнство
В 1996—1997 годы Бетенни была замужем за актёром Питером Суссманом.
В 2010—2016 годы Бетенни была замужем за Джейсоном Хоппи. У бывших супругов есть дочь — Брин Кейси Хоппи (род. 08.05.2010). 20 февраля 2012 года Франкель призналась, что она перенесла выкидыш, будучи на 2-м месяце беременности их вторым ребёнком.
В 2016 году Бетенни начала встречаться с Деннсом Шилдсом (1967—2018), с которым до этого она дружила более двадцати лет. В течение следующих двух лет Франкель и Шилдс связывали непостоянные отношения — они то сходились, то расходились; в апреле 2018 года состоялась их помолвка. 10 августа 2018 года 51-летний Шилдс скончался от передозировки выписанными ему лекарствами в Трамп-тауэр.

### Проблемы со здоровьем
В августе 2017 года было сообщено, что Бетенни проходит курс обследования на предмет рака кожи, после того, как у неё на лице начала расти некая опухоль. 13 сентября было подтверждено, что ей был поставлен диагноз базалиома (самая распространённая форма рака кожи), а опухоль под её глазом уже удалена и Френкель пошла на поправку.
16 декабря 2018 года Франкель перенесла почти смертельную аллергическую реакцию на рыбу, которая привела к проблемам с памятью и зрением.
8 марта 2019 года Франкель сообщила, что недавно ей были диагностированы синдром протекающего кишечника и аллергия на пшеницу.